# Cyanotis
Genre
Classification APG III (2009)
Cyanotis est un genre de plantes appartenant à la famille des Commelinaceae qui comporte entre cinquante et une centaine d'espèces de plantes aux feuilles retombantes.

## Liste des espèces et sous-espèces
Selon NCBI (2 janv. 2011) :
- Cyanotis repens
  - sous-espèce Cyanotis repens subsp. repens
  - sous-espèce Cyanotis repens subsp. robusta
- Cyanotis somaliensis
- Cyanotis speciosa
- Cyanotis villosa
- Cyanotis sp. DJW-2004
- Cyanotis sp. Faden 8/82
- Cyanotis sp. Goldblatt 12489
- Cyanotis sp. SH-2010